# 笠頭螈屬
笠頭螈屬，又名盜首螈、雙柄蜥，是一種已經絕種的殼椎亞綱兩棲類動物，生存於二疊紀時期的北美洲與非洲，為目前已知最大的殼椎亞綱成員，頭部形狀類似迴力鏢。在摩洛哥年代為二疊紀晚期地層發現的笠頭螈為目前所知生存年代最晚的殼椎亞綱。

## 描述
笠頭螈的身體結實，類似於有尾目，但體長可達1米（3.3英尺）。笠頭螈最明顯的特徵為其顱骨的形狀，顱骨的兩側大幅延伸（超越身體寬度），形成類似迴力鏢的形狀，這樣的頭型推測可能具有防禦的能力，使得掠食者難以將其下嚥，另有一說認為這樣的頭型能協助提供笠頭螈的游動時的浮力。笠頭螈的四肢各有五指，但十分瘦小不適合行走，可能行完全水棲生活。

## 大眾文化
在沙盒動作冒險遊戲《方舟：生存進化》中，玩家可以馴服並飼養笠頭螈。

## 相簿

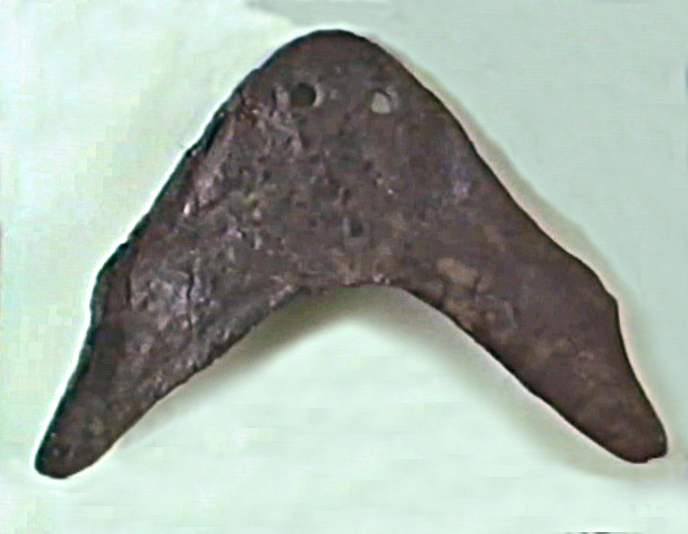
柏林自然博物館所展示的 Diplocaulus magnicornis 頭顱骨
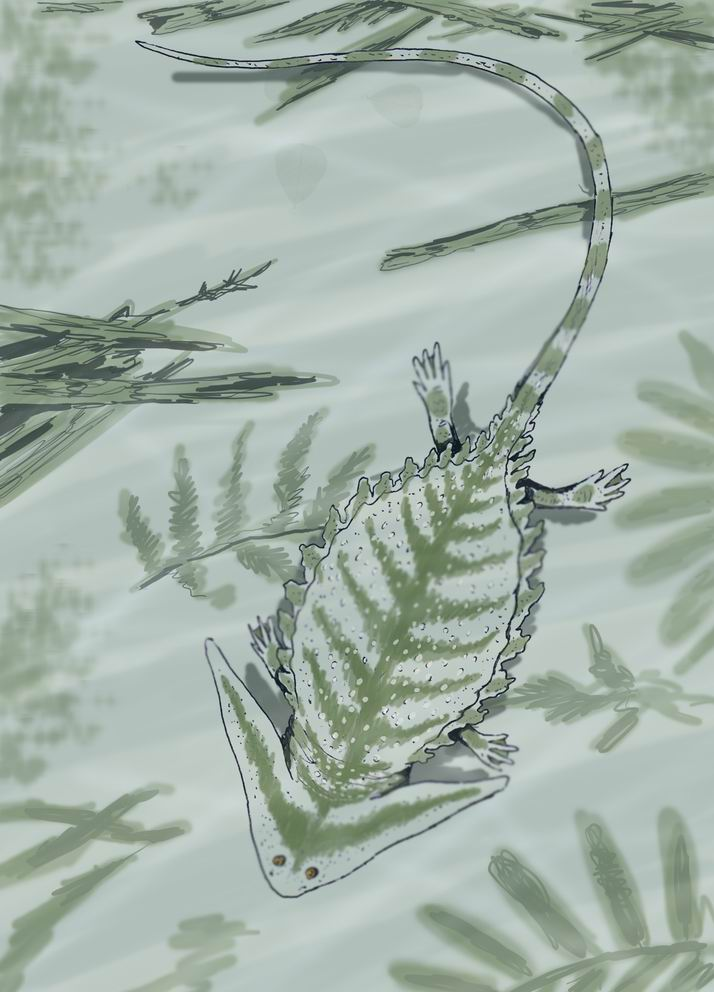
笠頭螈復原圖，由 Dimitri Bogdanov 繪製
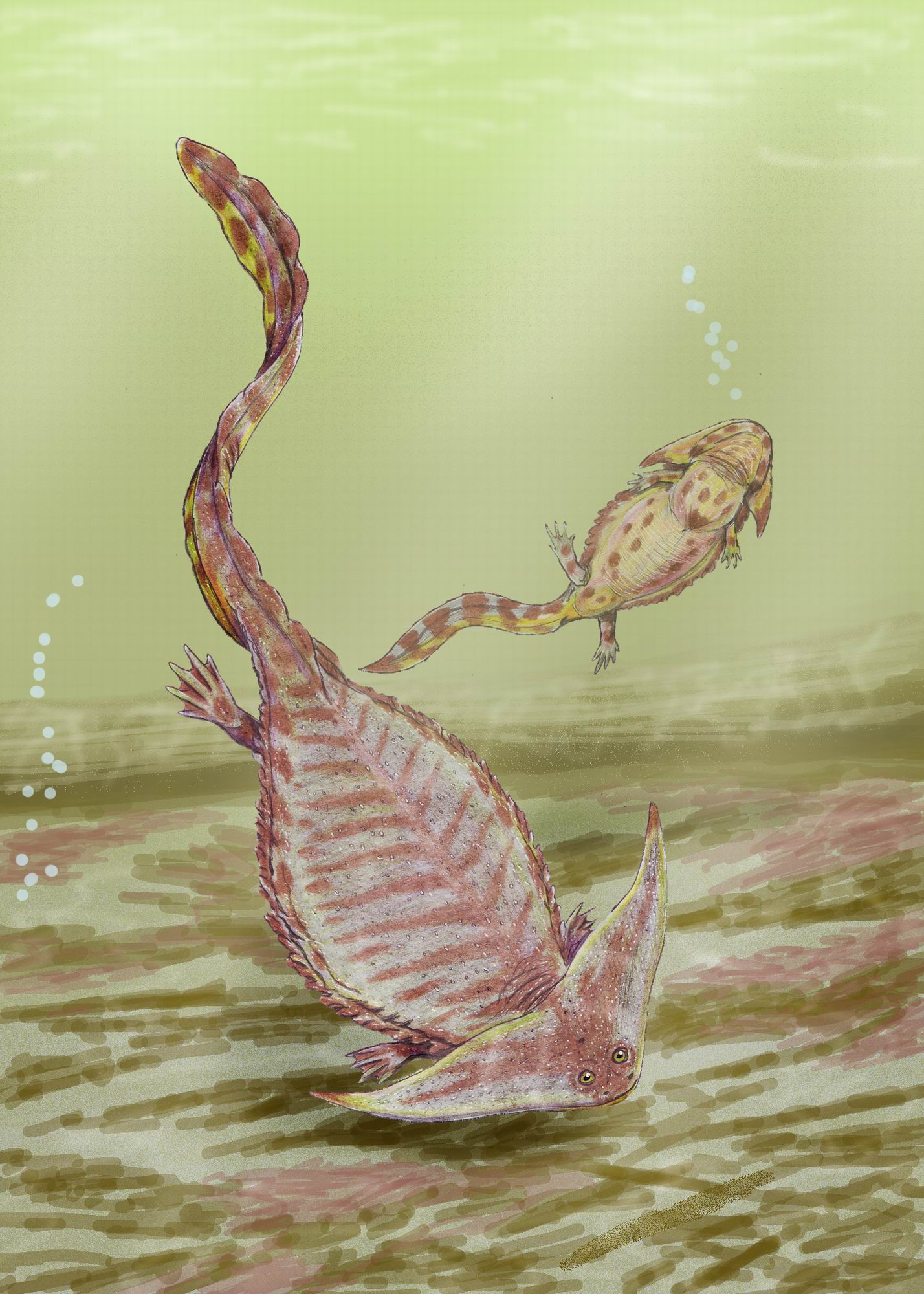
笠頭螈復原圖，由 Dimitri Bogdanov 繪製
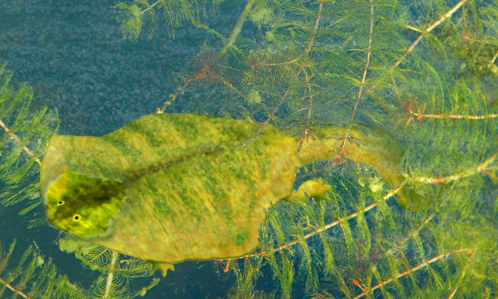
笠頭螈復原圖，在頭部突起的後方描繪了延伸的皮膜至身體兩側
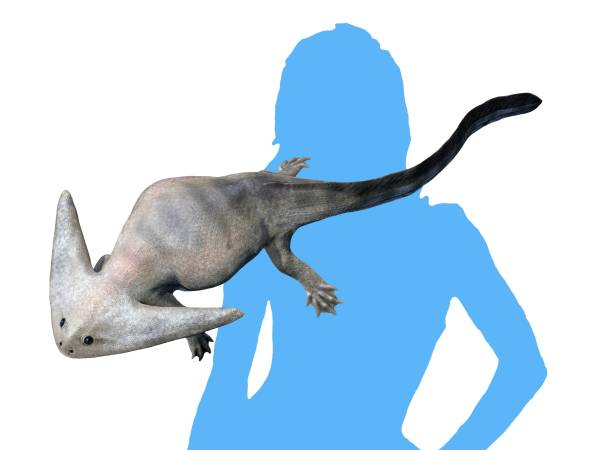
Diplocaulus magnicornis復原圖，由 Nobu Tamura 繪製